# Culiacancito
Culiacancito es una localidad mexicana del municipio de Culiacán (Sinaloa).
Tiene una población de 4 288 habitantes (2005). Culiacancito está situada a 13 kilómetros de la ciudad de Culiacán y ocupa una extensión de 1'32 km cuadrados.

Está rodeado totalmente por áreas de cultivo, la economía se rige en su totalidad en la producción ganadera, porcina y piscícola.
El nombre de Culiacancito se debe a Culiacán, nombre del municipio al que pertenece, puede interpretarse como diminutivo de este.
Culiacancito es vecino por el norte de la Sindicatura de Adolfo López Mateos, al este con la Sindicatura Central, al oeste con el Municipio de Navolato y al sur con Navolato y la Sindicatura de Aguaruto.
Culiacancito se sitúa al Norte de Culiacán, y el cual colinda con las comisarías de la Higuerita al oriente y el Pinole al poniente.
A pesar de la antigüedad del pueblo este carece de infraestructura importante, solo hace pocos años se inició con inversiones importantes el arreglo de sus viales. A la sindicatura la comunica la carretera Culiacán-Culiacancito Estación Rosales, así como la maxipista Benito Juárez y el ferrocarril. Otras inversiones son el canal lateral que cruza la entidad y el parque deportivo.
Nueve localidades dan abrigo a aproximadamente 11 980 personas, siendo las comunidades más pobladas la de Culiacancito, Bella Vista, La Higuerita, Estación Rosales y Bacurimi. Cabe destacar que parte de los habitantes de esta sindicatura pertenecen a la ciudad de Culiacán, esto debido al crecimiento urbano que se da en ésta y que ha desbordado sus límites hacia Culiacancito. Diversos fraccionamientos de reciente creación se encuentran bajo esta sindicatura, entre los cuales destacan: Valle Alto, Stanza Toscana, La Rioja, La Conquista, Urbivilla Del Cedro, Urbivilla Del Prado, Urbiquinta Lisboa, Acueducto, etc.
La economía de la localidad no está afectada por el desempleo debido a que la fuente de trabajo es vasta, encontrándose empresas que dan trabajo a cientos de habitantes. Esta sindicatura se ha especializado en la explotación ganadera, tal es así que se tienen funcionando tres granjas porcinas, buen número de granjas avícolas y están empezando con la cría y aprovechamiento de avestruces.
Además hay crecimiento en el sector del comercio, por el corredor gastronómico entre Bacurimi y Bellavista. 
La Sindicatura ha obtenido mayor reconocimiento por sus pequeños negocios de comida a lo largo de la carretera Culiacancito, concentrándose mayormente en las comisarías de Bacurimi y Bellavista. Los más conocidos son el Pan de Mujer Bacurimi, la Chuparrosa Enamorada, Tamaleria Alvita, Tamaleria Yuriko, Los Chevos, Mariscos el Tin, borrego al maguey El Puente, birrieria Tian y la Taquería Los Algodones, ubicada en la cabecera de la sindicatura.

## Personas destacadas
- Jared Borgetti (Francisco Jared Borguetti), futbolista que estrenó con los rojinegros del Atlas y fue vendido a Santos Laguna apenas en la segunda temporada. Salido de las Fuerzas Básicas de la Universidad Autónoma de Sinaloa.

- Julio César Urías Acosta (La Higuerita, Culiacán, Sinaloa, México; 12 de agosto de 1996) es un lanzador zurdo mexicano de béisbol profesional que juega para Los Angeles Dodgers de la Grandes Ligas (MLB). Los Dodgers lo firmaron en 2012, e hizo su debut en Grandes Ligas en 2016. En 2020 cerró el juego de la victoria de la Serie Mundial ante Tampa Bay Rays, concediéndole a los Dodgers el campeonato después de 32 años.

- Arq. Armando Zazueta Arquitecto Mexicado graduado en la facultad Autónoma de Sinaloa. Planificó el panteón de Culiacancito en su extensión, ha colaborado en grandes edificaciones en la capital del Estado tales como fórum y diversas obras residenciales.

- José Isidro Beltrán. Integrante de la Arrolladora banda del limón[cita requerida].

- IBQ. Rodrigo Rafael Vega Zazueta. Fundador de la escuela secundaria en la cabecera de la sindicatura, la cual lleva su nombre.}

- Miguel Ángel Félix Gallardo. Zar de la droga en México conocido como el Jefe de Jefes, Líder y principal fundador del cartel de Guadalajara  controló por un tiempo todo el trasiego ilegal de drogas de México a los Estados Unidos